# San Cristóbal Acasaguastlán
San Cristóbal Acasaguastlán est une ville du Guatemala dans le département d'El Progreso.